# 石塚理奈
石塚 理奈（いしづか りな、1993年7月9日 - ）は日本のタレント・ファッションモデル、司会、MC、リポーター。
兵庫県神戸市出身。近畿大学文芸学部卒業。
2016年よりプロサッカークラブFC大阪の公式応援マネージャーに就任。

## 出演

### モデル
- 2015年 関西コレクション（S/S）モデル[3]

### イメージキャラクター
- FC大阪公式応援マネージャー[2]
- 牛角・とりでん・おだいどこ プライム・リンク
- ストレッチ専門店「SUPERストレッチ」[4]

### テレビ
- 「eo光テレビ 」
  - 情報・ニュースとりどり ゲツ→キン 中継リポーター 生放送レギュラー
  - サッカーファミリー・A Familia de Futebol メインMC 週1日レギュラー
  - 大阪マラソン2016 7時間30分完全生中継 中継リポーター
- 「FRESH LIVE」：レギュラーMC
  - FC大阪TV （プロサッカークラブ番組）
  - 大阪府チャンネル（大阪府）
  - 富田林テレビ（富田林市）
  - なわチャン!（四條畷市）
- 「JCOM」
  - OSAKA愛鑑+ぷらす：メインMC
- 「びわ湖放送」　 　
  - テレビ滋賀プラスワン：リポーター　　
  - 2018年琵琶湖継ペーロン大会 ：中継リポーター
  - Bリーグ 2017/2018・2018/2019 コートサイドリポーター
- 「朝日放送テレビ」　 
  - 本日はダイアンなり!：リポーター
- 「奈良テレビ」　 
  - ゆうドキッ!：リポーター
- 「サンテレビ」　 
  - VINTAGE倶楽部

### ラジオ
- FMちゃお
- OSAKA愛鑑+ぷらす：ラジオDJ

### イベント司会
- Bリーグ 2017/2018・2018/2019 コートサイドリポーター
- 日本フットボールリーグ FC大阪ホームゲーム スタジアムDJ
- 関西矯正展 メインMC、イオンモール堺北花田、鉄砲町 総合MC
- ミス・ユニバース・ジャパン2017大阪大会最終選考会 総合MC
- ワールドミス・ミセスチャイナコンテスト 総合MC